# Gajuri
Gajuri (en népalais : गजुरी) est une municipalité rurale du Népal située dans le district de Dhading. Au recensement de 2011, elle comptait 27 084 habitants.
Elle regroupe les anciens comités de développement villageois de Gajuri, Pida et Kiranchok.